# Giacimento di gas naturale di Urengoj

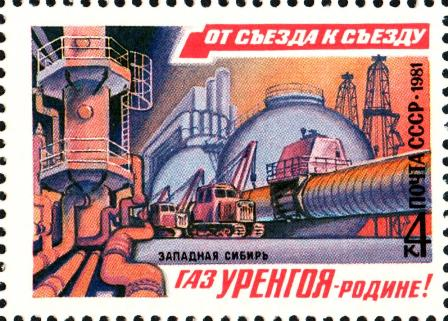
Francobollo commemorativo di epoca sovietica

Il giacimento di gas naturale di Urengoj è un enorme giacimento di gas naturale situato nella Russia siberiana nordoccidentale

## Storia
È il primo giacimento di gas del mondo in termini di produzione, rappresentando il 45% della produzione di gas in Russia. Il giacimento appartiene alla società Gazprom. È entrato in funzione nel 1984. Il gas naturale qui prodotto viene trasportato attraverso il gasdotto russo-ucraino, lungo 4500 chilometri, all'Alta Siberia fino all'Ucraina e poi in Europa. Nei dintorni del giacimento si trova la città di Novyj Urengoj, fondata negli anni settanta nei pressi di una prigione; ospita circa 100.000 abitanti, che sono essenzialmente dei salariati della società Gazprom e la cui popolazione aumenta di 1.000 persone all'anno.